# Леонас Прапуленіс
Леонас Прапуленіс (лит. Leonas Prapuolenis; 9 червня 1913, Дауглечай, Сувальська губернія — 23 липня 1972, Чикаго, США) — литовський громадський та політичний діяч, економіст. Один з керівників Червневого повстання 1941 року в Литві.

## Життєпис
Леонас Прапуленіс народився 9 червня 1913 року в селі Дауглечай на Сувальщині, яка тоді контролювалася Російською імперією, в родині заможних фермерів. 1922 року він пройшов вступні іспити до першого класу Маріямпольської гімназії. У 1923 році Леонас перевівся до гімназії у Кібартаї, яка згодом була реорганізована у Вищу школу комерції. З 1930 року Леонас брав участь у діяльності школярів-атеїстів, а у 1931—1933 роках очолював діяльність.
У 1933 році, після закінчення комерційної школи, Леонас вступив на економічний факультет юридичного інституту університету Вітовта Великого. Під час навчання він приєднався до клубу студентів-атеїстів, а також до студентського спортивного клубу, який очолив восени 1934 року.
У 1934 році Прапуленіс переїхав на навчання до Інституту торгівлі в Клайпеді. Після закінчення першого курсу він був призваний на військову службу, але його не допустили до вступу у Каунаську військову школу як активного опозиціонера. З цього приводу Леонас Пролленіс звернувся до суду і, у 1936 році, виграв справу. Військову школу Прапуленіс закінчив у званні лейтенанта. Повернувшись до торговельної школи, Леонас зайнявся активістською діяльністю, за що його було відраховано з інституту у грудні 1938 року. Проте, після створення коаліційного уряду і скасування репресій, Прапуленіс зміг повернутися до інституту і продовжити навчання у Шяуляї. Після закінчення навчання він переїхав до Каунаса, де наприкінці 1939 року разом з доктором Адольфасом Дамушісом, доктором Пранасом Падальскісом та іншими створив хімічний завод «Лебідь» (лит. «Gulbė»). Тоді ж Службою безпеки Литви його разом з Альгірдасом Слісораїчюсом було залучено для підготовки повстання на Сувальщині.

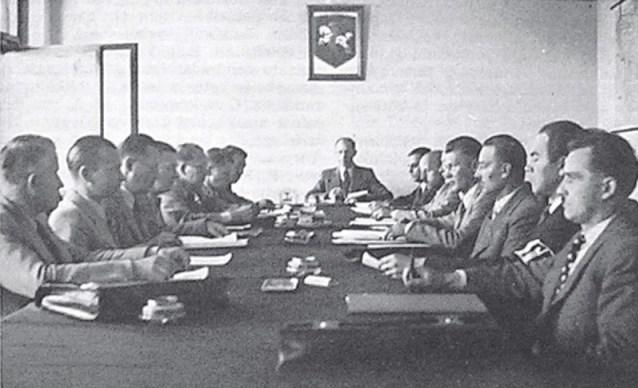
Прапуленіс (другий праворуч) на засіданні Тимчасового уряду Литви у червні 1941 року.

З початком радянської окупації Литви, в умовах негативного ставлення політичного керівництва до організованого опору у вересні 1940 року, 9 жовтня у Каунасі спільно з А. Дамушисом, М. Печульонісом та іншими обговорювалася необхідність проведення антирадянських заходів — а саме: створення широкої мережі підпільних п'ятірок, що мали підтримувати зв'язок з групою, організованою головою вільнюського підпілля — Вітаутасом Бульвічусом. Леонас Прапуленіс був головним зв'язковим між штабами Каунаса і Вільнюса, а після розкриття Вільнюського штабу він став лідером Фронту литовських активістів і виступав представником ФЛА в Тимчасовому уряді. З початком Червневого повстання, Леонас Прапуленіс, як командувач повстанцями, вранці 23 червня 1941 року о 9:28 прочитав Декларацію про відновлення незалежної Литви по радіо з радіостанції, зайнятої повстанцями.
Після того, як німецька окупаційна влада заборонила діяльність ФЛА в восени 1941 року, Леонаса Прапуленіса було заарештовано 19 грудня відправлено до концентраційного табору Дахау. 7 квітня 1942 року зусиллями Казиса Шкірпи він був звільнений з табору і переведений на поліцейський нагляд у Мюнхені без права на проживання в Литві. Незважаючи на заборони, литовський активіст брав участь у діяльності Литовського фронту при розробці програмних документів та в обговореннях стратегії організації. З 15 вересня по 8 жовтня 1944 року, вже під час другої радянської окупації Литви, Прапуленіс був присутній на зустрічі в Ретавасі для обговорення подальших планів діяльності ЛФ. У той же період працював у газеті «На Волі» (лит. «Į Laisvę»).
Після 1944 року Леонас Прапуленіс перебрався до Німеччини, де продовжував брати активну участь у політичній діяльності, працював у Вищому визвольному комітеті Литви. У 1952-1953 роках він — один з семи литовських активістів, яких, за спеціальним планом, прагнули знищити агенти МДБ. У 1955 році Леонас переїхав до США, оселився в Чикаго. Тут він брав активну участь у діяльності литовських емігрантів. Помер 23 липня 1972 року. Похований на литовському цвинтарі Казиміро в Чикаго.